# 鳥之郷村
鳥之郷村（とりのごうむら）は、群馬県の東部、新田郡に属していた村である。現在の太田市中部の鳥之郷地区にあたる。

## 地理
- 河川 - 蛇川

## 歴史
- 1889年（明治22年）4月1日 町村制施行により、長手村、鶴生田村、鳥山村、新野村、太田町の一部、大島村の一部が合併し新田郡鳥之郷村が成立する。
- 1943年（昭和18年）11月1日 太田町へ編入する。
- 1948年（昭和23年）5月3日 太田町が市制施行し太田市となる。
- 2005年（平成17年）10月1日 太田市が尾島町、新田町、藪塚本町と合併し（新）太田市となる。

## 交通

### 鉄道
- 東武鉄道
  - 桐生線：三枚橋駅

## 著名な出身者
- 大島堅造